# Bernardo Davanzati

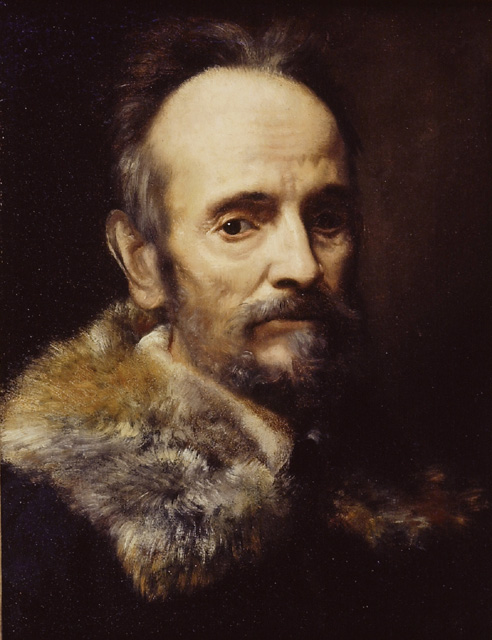
Bernardo Davanzati porträtterad av Cristofano Allori.

Bernardo Davanzati, född 31 augusti 1529 i Florens, död 29 mars 1606, var en italiensk handelsman och nationalekonom.
Davanzi visade i sin Lezione della moneta (1582) en nästan modern uppfattning om penningen som bytesmedel, om man bortser från att han inte beaktade omloppshastigheten. Angående värdet framställer Davanzati det som en kombination av brukbarhet och sällsynthet. Han vänder sig vidare mot den dåtida myntförsämringen.